# Olga Poblete
Olga Poblete Poblete (Tacna, 21 de mayo de 1908-Santiago, 17 de julio de 1999) fue una feminista, dirigenta social, historiadora, profesora y académica chilena, formadora de profesoras y profesores «considerada una de las figuras nacionales más relevantes del siglo pasado, en relación a la lucha y reflexión sobre los derechos y la igualdad de las mujeres, los derechos humanos y la paz mundial».

## Biografía
Olga Poblete nació en la ciudad de Tacna el 21 de mayo de 1908, administrada por Chile tras la guerra del Pacífico, hija de Luisa Poblete, joven mujer soltera.
Se trasladó a Santiago de Chile donde continuó sus estudios en el Instituto Pedagógico de la Universidad de Chile como otros miembros de la llamada "juventud de 1930" que destacarían en el magisterio y la cultura chilena, como Olga López, Julio Heise González, Mario Góngora, Néstor Meza, Eugenio Pereira Salas y Hernán Ramírez Necochea entre otros. Allí se graduó en 1929 como profesora de Historia, Geografía e Instrucción Cívica.

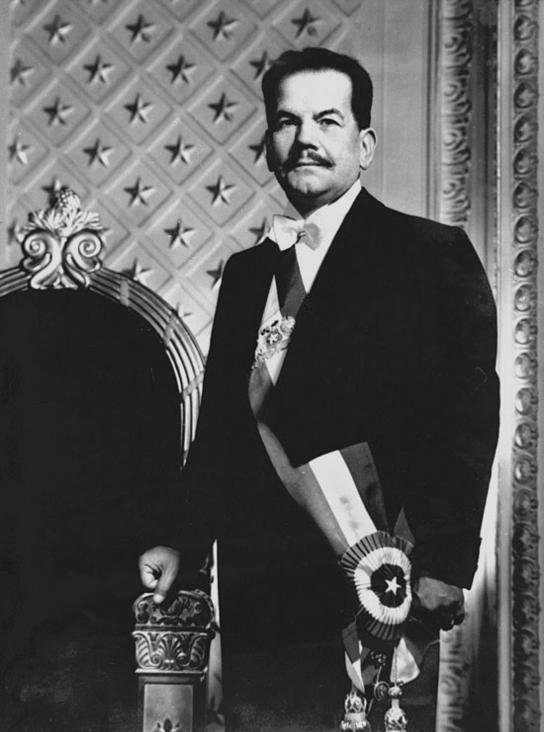
Pedro Aguirre Cerda

Olga Poblete tuvo una activa participación política. Afirmaba que «cierto es que la rebelión es la última instancia, pero ¿hasta dónde puede conducir la acumulación de últimas instancias? No puede haber orden, afirma la máxima jurídica, donde imperen la postergación, la arbitrariedad, la injusticia».
Al estallar la guerra civil española Poblete se solidarizó con el bando republicano participando en la organización Socorro rojo que juntaba alimentos y medicinas para los refugiados. Trabajó para lograr el triunfo del Frente Popular que condujo a la presidencia en 1938 a Pedro Aguirre Cerda.
Sin embargo su aporte más significativo lo hizo desde la pedagogía y la militancia feminista.
En sus primeros años de ejercicio docente, se desempeñó como profesora en los Liceos de niñas n.° 2 y n.° 3 en Santiago.
Fue profesora y fundadora del Liceo Experimental Manuel de Salas, primer centro de experimentación para la enseñanza secundaria, del cual afirmaría que «fue un espacio magnífico de estudio y creatividad, cargado de desafíos, que provenían tanto del ensayo pedagógico como de la carga de prejuicios y agresivo cuestionamiento que aportaba la comunidad vecina».
Sobresalió también en la enseñanza universitaria como profesora de Historia de Extremo Oriente y África del Departamento de Historia de la Facultad de Filosofía y Educación de la Universidad de Chile, primera catedrática universitaria en América Latina. Además, en esta institución universitaria fue ayudante de Juan Gómez Millas en la asignatura de Historia Universal.

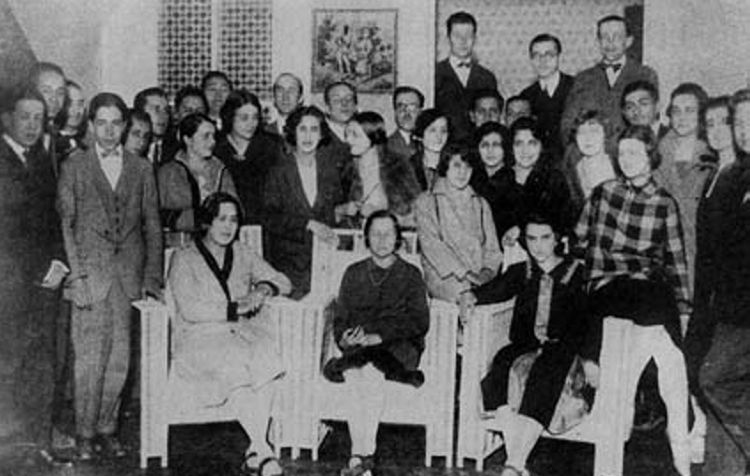
Elena Caffarena en 1926 (sentada al medio), junto con compañeros de la Escuela de Derecho de la Universidad de Chile.

En 1939 fundó junto a su amiga la militante Elena Caffarena y a Graciela Mandujano el Movimiento Pro-Emancipación de las Mujeres de Chile (MEMCH). Poblete diría que «El MEMCH fue para mí una gran escuela de civismo-feminismo. Hasta entonces yo había enseñado Historia en "género masculino"; hablaba de sucesos protagonizados por gobernantes, líderes, escritores, filósofos. Comencé a preguntarme: Y las mujeres, ¿dónde estaban? ¿Qué hacían? Elena Caffarena y Marta Vergara sabían mucho más que yo, por sus lecturas y un gran caudal de reflexiones. De ellas comencé a comprender y a ponderar».
En 1940 viajó a Estados Unidos para perfeccionar sus estudios de docencia en historia y geografía y pocos años después «el lanzamiento de la bomba atómica en Hiroshima y el fuerte racismo imperante la hicieron integrarse al movimiento pacifista».
Regresó en 1947 con un Magíster en Educación de la Universidad de Columbia y cuando en 1948 se creó el Movimiento de Partidarios por la Paz fue de las primeras en sumarse siendo nombrada secretaria general, tarea que la llevó a exponer en diversos foros su tesis que sintetizaba con la frase "Nada de lo humano me es ajeno".
En este mismo contexto, en su labor de secretaria general de esta última entidad, son numerosos los intercambios telegráficos entre esta pedagoga y Gabriela Mistral, donde Poblete le destaca el valor de su figura y contribución en cuanto a la lucha por la paz. En una de estas correspondencias, la historiadora le envía un telegrama a Mistral alabándola por su último escrito La Palabra Maldita donde le señala «Yo quería que desde todos los rincones de Chile. Llegaran hasta usted las palabras portadoras de la emoción y la conmoción que ha producido el mensaje contenido en su “La Palabra Maldita”. Está tan necesitada nuestra Patria de llamados como el suyo, dichos con elevación y firmeza. Su palabra, que viene respaldada por su enorme prestigio, por su indiscutible sinceridad y por su tan devota y probada exaltación de la vida, de lo bello, de lo esencial del hombre, será una rica y saludable fuente de meditación y de acción, para miles de Chilenos.»
En Santiago retomó sus contactos en la militancia social y feminista: Amanda Perotti, Marta Lara, María Marchant, Amanda Labarca, Elena Caffarena, Aída Parada, Eulogia Román y Graciela Mandujano entre otras.
A principios de la década del cincuenta, realiza un viaje a la China de Mao Tse Tung que acababa de tomar el curso del país como “República Popular China”. En este viaje, se encontró con una realidad político, económico, social y cultural que contrasta con los preceptos que se tienen desde occidente con relación a oriente y al comunismo (desde el punto de vista del contexto mundial de la época). De esta forma, las ideas surgidas a partir de lo observado durante esta experiencia, lo plasmará en su libro “Hablemos de China Nueva” de 1953. Obra donde desmitifica ciertas ideas contrastándola con la realidad a la cual ella se enfrentó y donde uno de sus grandes valores está en la proyección que hace de China como futura potencia mundial:
«En enero de 1953 el Gobierno de la República Popular anunció que se daría comienzo al primer Plan Quinquenal para la industrialización de China. La prensa occidental comentó la noticia con irónicas consideraciones, tachando la iniciativa poco menos que de ingenua. Se cometerá el más grave de los errores, si el occidente subestima, silencia o pretende ignorar lo que el desarrollo económico de China Popular significa en este momento. Los enormes y para nosotros increíbles progresos realizados en tres años por la nueva República, reposan sobre bases tan profundas e inconmovibles, que no puede caber duda alguna acerca de la inmensa proyección de las transformaciones económicas que tendrán por teatro y actores a este país y sus 475 millones de habitantes».
En 1952 obtuvo la cátedra de Historia en el Instituto Pedagógico siendo luego nombrada profesora titular de la Facultad de Filosofía y Humanidades de la Universidad de Chile, institución de la que llegó a ser decana en 1970.
En 1968 escribe el libro "Historia Contemporánea: Los últimos cincuenta años, 1914-1964" donde recibe muchas alabanzas por su innovación en cuanto a los temas habituales que hasta ese momento preponderaban en la historiografía chilena. Una de estas alabanzas proviene del entonces Senador de la República de Chile y posterior Premio Nacional de Literatura 2002 Volodia Teitelboim donde en una carta dirigida a Olga Poblete, este le señala «Tomas tú el toro por las astas sobre el debate al cual aludes en la introducción: si llevar o no los hechos de nuestro tiempo al conocimiento de la escuela. Los muchachos han dado fallo: “Háblenos de la guerra de Vietnam señorita”. Es en ese sentido que, se destaca esta obra de Poblete, y es que la autora se interesa por el estudio de la historia contemporánea en una época en que los trabajos historiográficos apuntaban mayormente a dirigir su mirada al siglo XIX o períodos anteriores a este.
Escribió libros de enseñanza de Historia Universal, cultura china y numerosas biografías, entre ellas una dedicada a su amiga y camarada Elena Caffarena. Entre otros galardones obtuvo en 1962 el Premio Lenin de la Paz junto a Konstantin Simun (Unión Soviética), István Dobi (Hungría), Faiz Ahmed Faiz (Pakistán), Kwame Nkrumah (Ghana), Pablo Picasso (España), Georgi Traikov (Bulgaria) y Manolis Glezos (Grecia).
El Presidente de Chile Salvador Allende la nombró a participar de la comisión organizadora de la “Tercera Conferencia de las Naciones Unidas Sobre Comercio y Desarrollo” que se desarrollaría en 1972.
Tras el golpe de Estado del 11 de septiembre de 1973 la dictadura de Augusto Pinochet intervino la Universidad de Chile. Olga, con 65 años, no se amedrentó ante la creciente represión y organizó las denominadas "canastas alimenticias" para los obreros, dio charlas, montó exposiciones e «impulsó con su ejemplo a las organizaciones de mujeres para unirse ante la dictadura», transformándose tal como ella misma definiría en una «educadora clandestina».
En 1990 escribió su último ensayo «La Guerra, La Paz, Los Pueblos».
Murió en Santiago de Chile el 17 de julio de 1999 «siendo recordada por generaciones de sus ex alumnos y alumnas por su calidad humana y su empeño en formar personas solidarias y conocedoras de la realidad chilena».
Estuvo casada con Humberto Espinosa con quien tuvo dos hijos, María Eugenia y Humberto Espinosa Poblete.
Junto a su esposo, Olga Poblete y otros deportistas fundaron el 8 de abril de 1933, el Club Andino de Chile, una de las instituciones pionero en los deportes de montaña de Chile y construyeron su primer refugio en Lagunillas.

## Artículos
- Poblete, O. (25 de junio de 1990). El privilegio de ser mujer [artículo]. Punto Final. Ed. Especial, pág. 20.

## Entrevistas
- Poblete, O. (30 de junio de 1990). La mujer aún no levanta la mano. En La Época. (M. Larraín, Entrevistadora)
- Poblete, O. (abril de 1996). <<En Chile fue un escándalo el primer liceo de hombres y mujeres>>. En El Canelo n°72. (H. Dinamarca, Entrevistador)